# SLC2A14
SLC2A14‏ (Solute carrier family 2 member 14) هوَ بروتين يُشَفر بواسطة جين SLC2A14 في الإنسان.